# Noreia (Noricum)

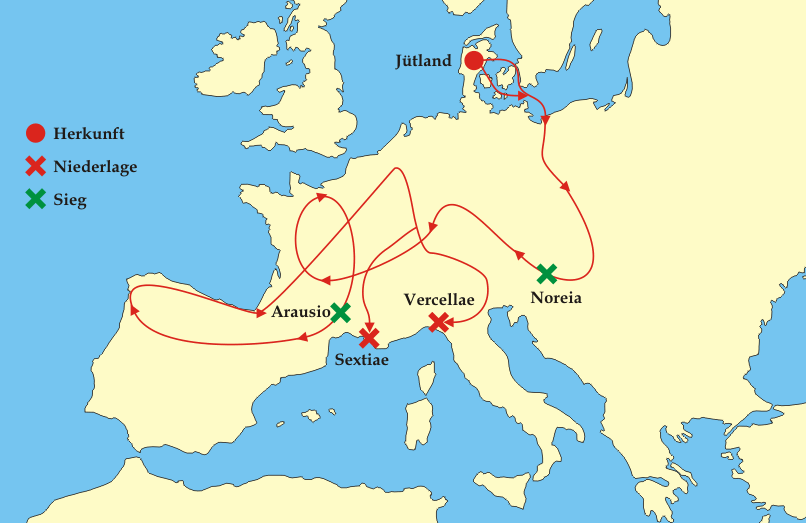
Wanderzüge der Kimbern und Teutonen

Noreia war ein antiker Ort im östlichen Alpenraum. Gaius Iulius Caesar vermittelt den Eindruck, dass Noreia die Hauptstadt des Königreichs Noricum war. Noreia wurde schon von Plinius dem Älteren († 79 n. Chr.) zu den untergegangenen Städten des Abendlandes gerechnet. Eine Reihe von Orten in Kärnten und in der Steiermark ist in Betracht gezogen worden. Eine Gleichsetzung mit der (ebenfalls nicht lokalisierbaren) keltischen Stadt Nyrax muss als reine Spekulation angesehen werden. Es wird häufig als Ort der Schlacht bei Noreia 113 v. Chr. genannt, was nicht gesichert ist.

## Lokalisierung
„Der Streit um die Lage Noreias ist uralt“. Auf Grund antiker Entfernungsangaben – 1200 Stadien von Aquileia – glaubte man bereits im 18. Jahrhundert eine Lage bei Murau oder Neumarkt in der Steiermark errechnen zu können, eine Ortsbestimmung, die sich seither in zahlreichen Nachschlagewerken findet, aber in der Wissenschaft immer wieder in Zweifel gezogen wurde. Mit dem attischen Stadionmaß Strabos würde die Entfernung 213 km betragen, die Entfernung auf modernen Verkehrswegen zwischen Aquileia und Neumarkt in der Obersteiermark beträgt jedoch 249 km. Selbst nach römischen Stadien (223 km) ist man auf dem Weg von Aquileia her noch immer in Kärnten (die Entfernung Aquileia – St. Veit an der Glan beträgt 216 km, zur steirischen Landesgrenze 238 km). Nach der „Festlegung“ der Lage Noreias bei Neumarkt waren deren Verfechter sogar verleitet, die Entfernungsdiskrepanz durch eine rückwirkende Korrektur der Angabe Strabos von 1200 auf 1500 Stadien zu erklären.
Noreia müsse mit der ausgegrabenen, namenlosen keltisch-römischen Stadt auf dem Magdalensberg in Kärnten identisch sein, war eine andere Annahme. Auch auf dem Zollfeld sowie im Kärntner Glantal beim Noreia-Heiligtum der lokalen keltischen Fruchtbarkeitsgöttin in Hohenstein in der Gemeinde Liebenfels wurde Noreia vermutet. Desgleichen wurde es auf der Gurina bei Dellach im Gailtal, bei Lölling bzw. Semlach / Hüttenberg (Franz Ertl, 1969) oder beim steirischen Wildbad Einöd geortet, das die Tabula Peutingeriana als „Poststation Noreia“ verzeichnet, doch ist die originale römische Vorlage der berühmten Straßenkarte immerhin fast ein halbes Jahrtausend nach der angeblichen „Schlacht bei Noreia“ entstanden. Sogar im Quellgebiet der Save, weitab von den anderen Orten, hat man Noreia vermutet. Die jüngste, durchaus ernst zu nehmende Theorie für die Lage Noreias von Paul Gleirscher, der es 2001 noch auf dem Maria Saaler Berg vermutete, betrifft die Gračarca, einen Höhenzug am Klopeiner See in Kärnten, wo eine eisenzeitliche Siedlung und mehrere keltische Fürstengräber gefunden wurden.
Die Siedlung, die wir auf der Gracarca lokalisiert haben, ist die typische Höhensiedlung von naturhafter Wehrhaftigkeit, wie sie sozusagen immer als Vorbild zur Suche galt. Sie ist sehr großflächig und nimmt im Lauf von eintausend Jahren vor Christus einen enormen Aufstieg. Der Höhepunkt ist in den letzten 300 Jahren v. Chr. erreicht und liegt somit in der bewußten Zeit.
2012 stellte Reinhard Stradner, ein österreichischer Berufsoffizier und Militärhistoriker, aufgrund militärwissenschaftlicher Grundlagen die Theorie auf, dass Noreia im Raum Knappenberg, Kärnten, zu lokalisieren sei. Auch andere Hobbyarchäologen wollen Noreia aufgrund von Keramikfunden aus der Zeit 3000 bis 3500 v. Chr. im Kärntner Görtschitztal lokalisieren.

### Kuriosum
Im Jahr 1929 wurde bei archäologischen Grabungen in St. Margarethen am Silberberg (Gemeinde Mühlen) in der Steiermark das vermeintliche Noreia entdeckt. Daraufhin wurde der Ort mit Datum vom 26. März 1930 sogar offiziell in Noreia umbenannt. Seither wird auf Grund dieses modernen Ortsnamens vielfach die Lage auch des keltischen Noreia als in der Steiermark angegeben. Im Laufe der Jahre verdichteten sich jedoch die Zweifel an der Echtheit der Fundstücke, und inzwischen wurde der Nachweis erbracht, dass es sich bei den ausgegrabenen Objekten um die Reste einer mittelalterlichen Siedlung handelt.
Heute ist sich die Wissenschaft darüber einig, dass die Funde am Silberberg tatsächlich in keinem Zusammenhang mit Noreia stehen.

### Mehrdeutigkeit
Es ist durchaus wahrscheinlich, dass es nicht nur einen einzigen Ort gab, der Noreia hieß. Das Wort könnte einfach nur „norische Stadt“ bedeuten. Für eine Mehrfachverwendung des Namens sprechen u. a. etwa zwei gleichlautende Einträge in der Tabula Peutingeriana, der Kopie aus dem 12. Jahrhundert einer spätrömischen Straßenkarte. Allerdings besteht die Möglichkeit, dass es sich beim zweimaligen Eintrag einer Straßenstation mit Namen Noreia nur um einen Schreibirrtum handelt, worauf bereits im 19. Jahrhundert hingewiesen wurde. Auch weil auf der Karte z. B. sowohl das längst untergegangene Pompeji als auch das viel später gegründete Konstantinopel aufscheinen, ist ihre faktische Detailgenauigkeit in Frage gestellt worden.
Der griechische Geschichtsschreiber Strabo und über ein Jahrhundert später auch Appian von Alexandria berichten, dass im Jahre 113 v. Chr. Kimbern und Teutonen über ein römisches Heer unter dem Konsul Cn. Papirius Carbo in der Schlacht „bei Noreia“ siegten. Es ist aber weder geklärt, welche Entfernung die Erwähnung eines Ortsnamens in einem Gebiet mit wenigen bekannten Städten bedeutet, noch, ob der Ort der Schlacht überhaupt mit dem Hauptort des norischen Königreichs identisch ist. Wie groß die Unsicherheit ist, mag man daran erkennen, dass beispielsweise Sempronius Asellio, ein jüngerer Zeitgenosse des Polybios, Noreia gar nach Gallien verlegt, was darauf zurückzuführen sein mag, dass die Noriker lange – auch noch bei Livius – als „transalpine Gallier“ bezeichnet wurden. Die Quelle, aus der Asellio die Angabe übernahm, Noreia liege in Gallien, muss allerdings geschrieben worden sein, ehe der Kimbernkrieg mit der Schlacht bei Noreia begann, denn die Römer gebrauchten bereits gegen 120 v. Chr. den Landesnamen Norikum und bezeichneten schon vor 113 v. Chr. alle Bewohner des norischen Königreichs als Noriker.